# أندريا كاربوني
أندريا كاربوني (بالإيطالية: Andrea Carboni)‏ هو لاعب كرة قدم إيطالي، ولد في 4 فبراير 2001 في سورجونو في إيطاليا. لعب مع نادي كالياري.

## وصلات خارجية
- أندريا كاربوني على موقع قاعدة بيانات كرة القدم.إي يو (الإنجليزية)
- أندريا كاربوني على موقع Soccerway.com (الإنجليزية)